# Programm zur Systematisierung der Dörfer
Das Programm zur Systematisierung der Dörfer (rumänisch sistematizarea satelor), auch Dorfsystematisierungsprogramm oder Dorfzerstörungsprogramm, war ein Programm zur Zwangsumsiedlung der Bevölkerung kleinerer Ortschaften mit meist unter 1000 Einwohnern in agro-industrielle Zentren und zur Schleifung ihrer Dörfer im kommunistischen Rumänien der 1980er Jahre.

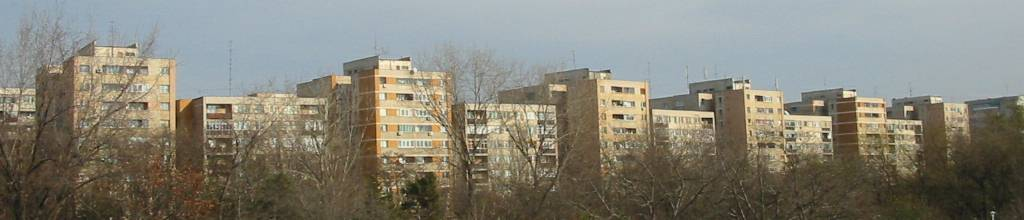
Wohnblocks aus der kommunistischen Zeit, Bukarest, 2004

## Geschichte

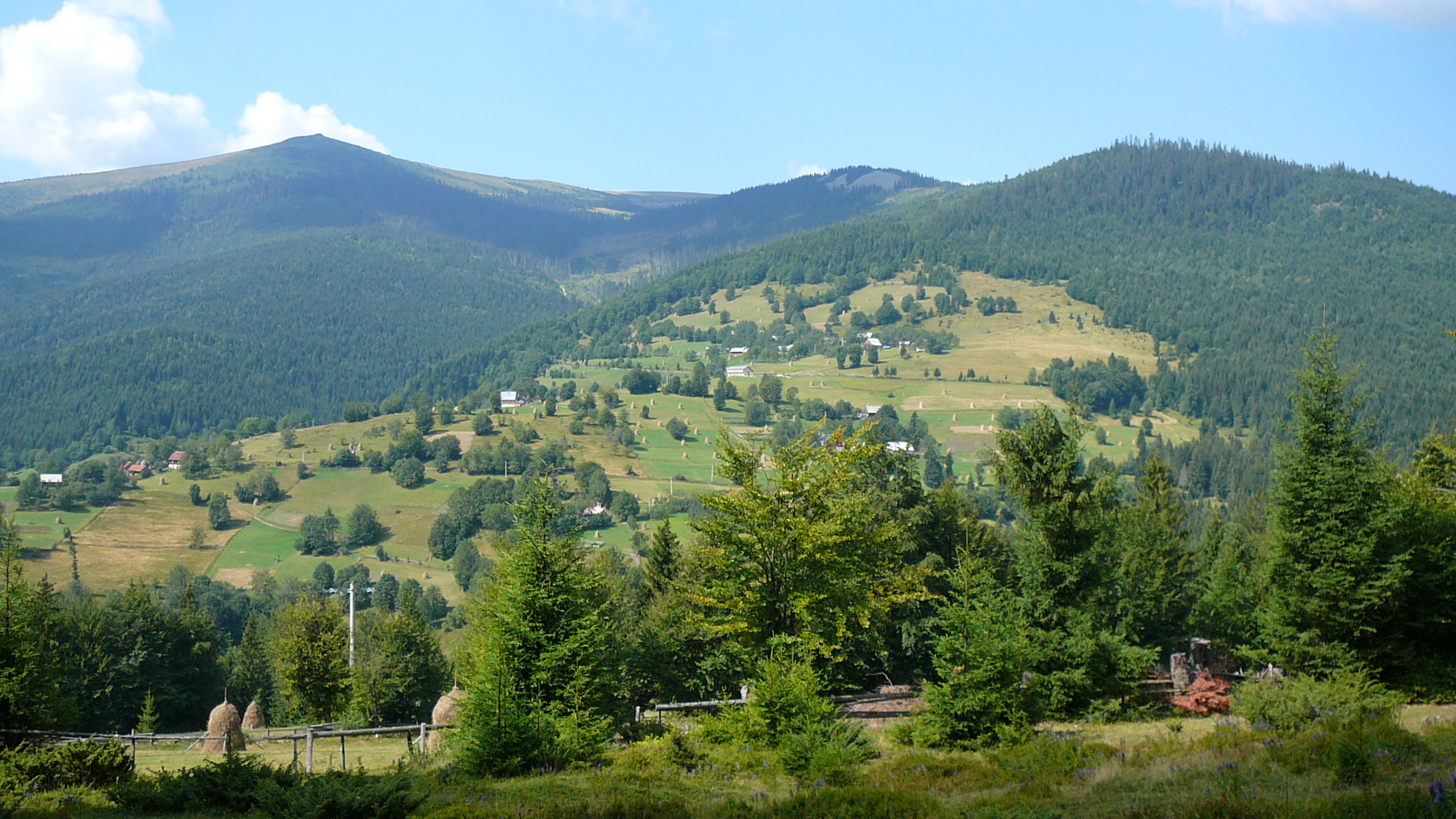
Arieșeni, eine Streusiedlung im Bihor-Gebirge

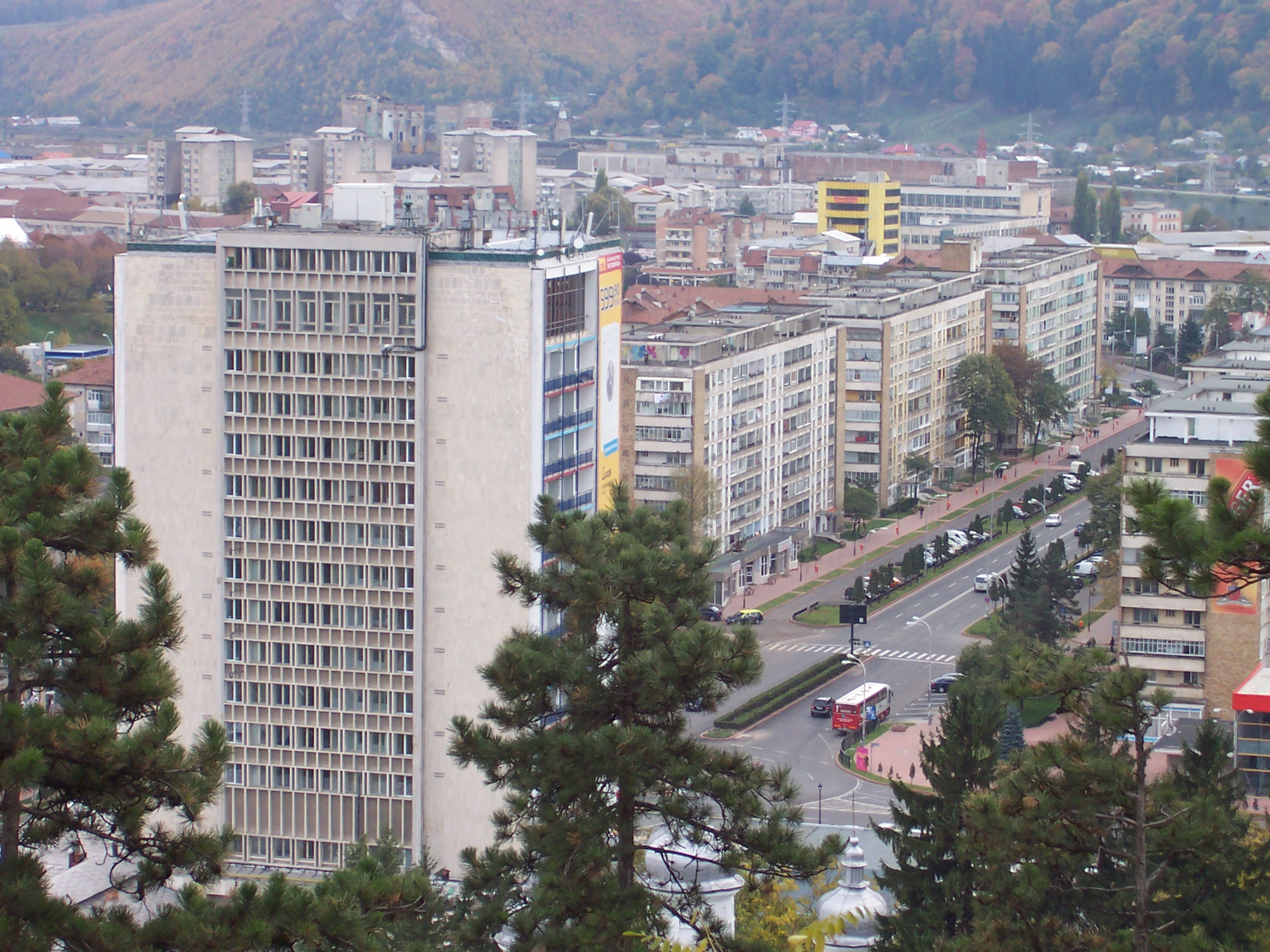
Piatra Neamț, Blick über die Strada Eminescu, 2007

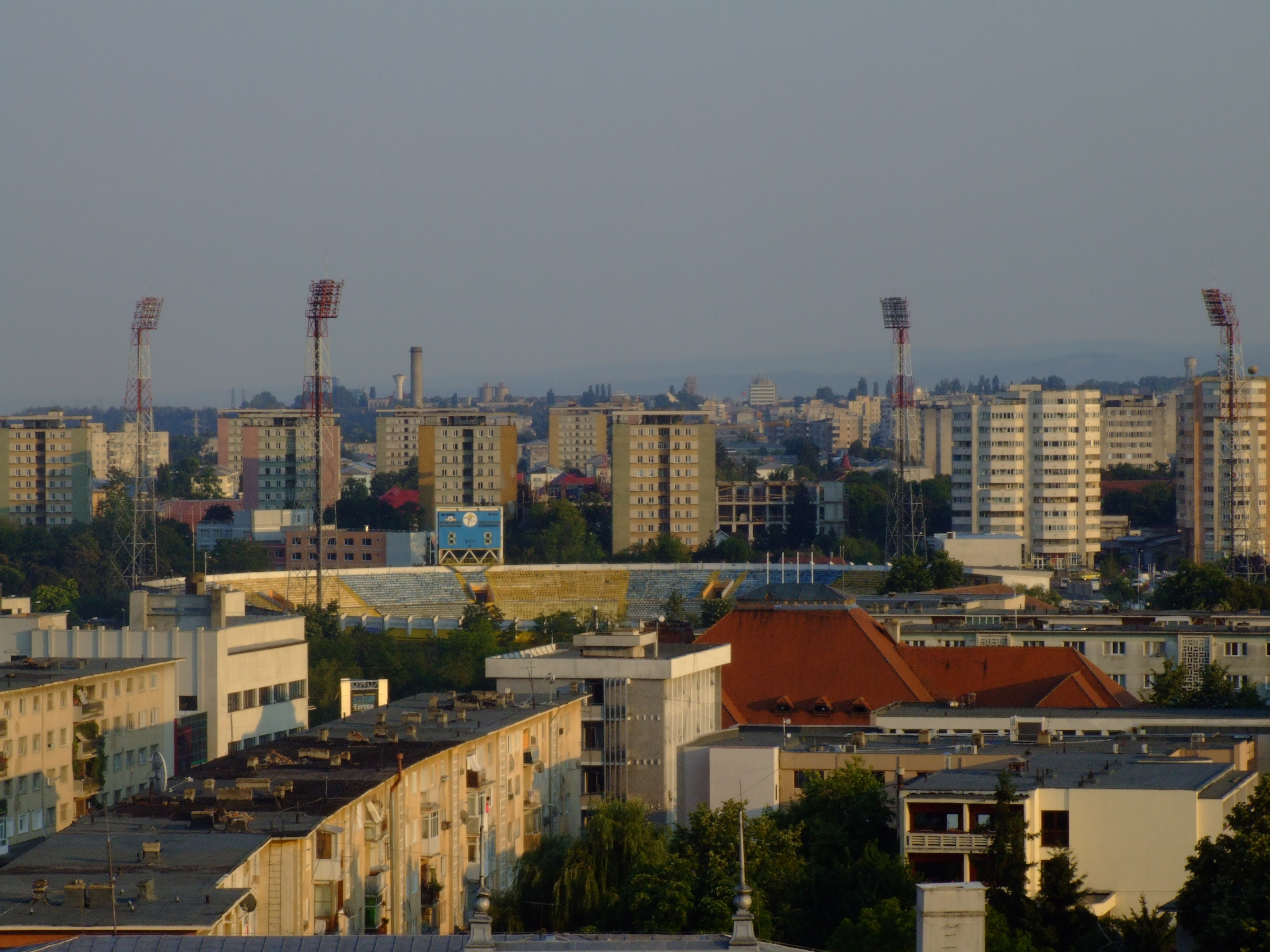
Impressionen aus Bacău, 2007

Im Jahr 1971 besuchte der rumänische Diktator Nicolae Ceaușescu auf einer Auslandsreise das kommunistische Nordkorea. Dabei fand er Gefallen an der dortigen Chuch’e-Ideologie, die eine Kombination aus marxistisch-leninistischer Gesellschaftsumgestaltung mit starkem Nationalismus und dem Ziel der wirtschaftlichen Autarkie darstellt. Dieses System wollte Ceaușescu auf die rumänischen Verhältnisse adaptieren. 1972 wurde daraufhin ein Systematisierungsprogramm von der Führung der Rumänischen Kommunistischen Partei verabschiedet und 1974 durch das Parlament als Gesetz Nr. 85/1974 bestätigt. Dieses ausgedehnte Erneuerungsprogramm sollte die soziale und wirtschaftliche Entwicklung des Landes fördern.
In Bezug auf die Bodennutzung hatte das Programm vor allem zum Ziel, die Umwandlung von landwirtschaftlicher Nutzfläche zu Siedlungs-, Wirtschafts- und Verkehrsflächen zur Steigerung der landwirtschaftlichen Produktion zu stoppen bzw. rückgängig zu machen. In der Folge durften Gemeinde- oder Stadtflächen nicht mehr wachsen und wurden teilweise reduziert, was zu einer erheblichen Verdichtung der Städte führte, oder wie im Fall der Industrieplattform Freidorf in Timișoara zum Rückbau bereits begonnener Projekte.
In den Städten sollte mit diesem Programm die Beseitigung der bürgerlichen Wohnstrukturen vorangetrieben und deren Ersatz durch neue sozialistische Stadtviertel ermöglicht werden. In vielen Städten führte dies zur Errichtung von Wohnblockvierteln in alten vorstädtischen Einzelhausquartieren, in manchen, wie in Piatra Neamț (deutsch Kreuzburg an der Bistritz), zur Beseitigung fast der gesamten Altstadt. Zunächst diente das Gesetz als Grundlage für die radikale Neugestaltung der Hauptstadt Bukarest, in der ganze Straßenzüge der Errichtung des neuen Regierungsviertels mit Parlamentspalast, Ministerien und Wohnblockgalerien zum Opfer fielen.
Im ländlichen Raum sah die Systematisierung, als letzte Phase dieses Programms, die Konzentration der Bevölkerung und der Wirtschaftstätigkeit auf zwei bis drei zentrale Dörfer pro Verwaltungsgemeinde vor. Durch Umsiedlung eines großen Teils der Landbevölkerung in 558 neue agro-industrielle Zentren hoffte die rumänische Regierung, das Ackerland um die aus den aufgegebenen Dörfern gewonnenen Flächen zu vermehren. Zwischen 5000 und 7000 der insgesamt 13.000 Dörfer Rumäniens sollten so bis zum Jahr 2000 verschwinden. In den 1970er und frühen 1980er Jahren beschränkte man sich dabei auf indirekte Maßnahmen. In den Zentraldörfern, die überleben sollten, wurden gezielt Industrien und Dienstleistungen angesiedelt und Wohnungen gebaut, während in den zur Beseitigung anstehenden Kleindörfern keinerlei Investitionen mehr getätigt und sogar Bauverbote für private Häuser erlassen wurden. Diese Dörfer sollten über einen längeren Zeitraum ausbluten. 1988 kam es zur Ankündigung der sogenannten Bulldozer-Taktik, mit der rund 7000 Dörfer aktiv dem Erdboden gleichgemacht werden sollten.
In der Nähe Bukarests wurden die ersten dieser Zentren noch 1989 fertiggestellt. Die Wohnungen bestanden aus zwei Zimmern mit einer vier Quadratmeter großen Küche ohne Wasserleitung, die sich mindestens sechs Personen teilen mussten, da jede Familie gehalten war, mindestens vier Kinder zu zeugen. Badezimmer standen nicht zur Verfügung, dafür befand sich im Hof die einzige Toilette des Wohnblocks. Im Erdgeschoss wohnte der für den Block zuständige Beamte der Miliz, der die Bewohner am Morgen aufweckte. Er verteilte Spaten, Sensen und Heugabeln, begleitete die Bewohner zur Feldarbeit und schloss abends die Haustür ab. Zur Mittagszeit wurde aus Kanistern das gemeinsame LPG-Essen verteilt, allerdings hatte die Miliz eine gesonderte Kantine.
Nach der Rumänischen Revolution 1989 wurde das Systematisierungsprogramm eingestellt.

## Proteste

### Nationale Proteste
Die antikommunistische Dissidentin und Menschenrechtlerin aus Cluj-Napoca, Doina Cornea, kritisierte in ihrem dritten offenen Brief an Ceaușescu unter anderem das Systematisierungsprogramm heftig. 27 bekannte Personen aus dem öffentlichen Leben Rumäniens unterzeichneten diesen Brief.
Anfang 1989 initiierten sechs ehemalige Führungspersonen der Rumänischen Kommunistischen Partei (Silviu Brucan, Gheorghe Apostol, Alexandru Bârlădeanu, Grigore Răceanu, Corneliu Mănescu, und Constantin Pîrvulescu) den als Schreiben der Sechs bekannt gewordenen offenen Brief, in dem sie die Regierung Ceaușescu heftig wegen der Missachtung der Bürgerrechte und der desolaten wirtschaftlichen Lage kritisierten, sowie offen Reformen forderten. Die Systematisierung wurde als einer der Schlüsselpunkte in diesem Schreiben aufgeführt. Obwohl die Gruppe keine große öffentliche Unterstützung erhielt, gehörte dieser Brief zu den wichtigsten und folgenreichsten Maßnahmen der Opposition in dieser Zeit und galt als ein Bruch mit der Tradition des strikten Parteigehorsams.
Pastor László Tőkés, eine der Schlüsselfiguren in der Rumänischen Revolution von 1989, kritisierte ebenfalls das Dorfsystematisierungsprogramm in seinen Predigten, rief aber gleichzeitig zur Solidarität zwischen Ungarn und Rumänen auf.
Eine sehr kleine Gruppe von Ingenieuren und Architekten verweigerte dem Programm ihre Unterstützung, was mit Repressalien geahndet wurde.

### Internationale Proteste
Am 27. Juni 1988 zogen im damals noch sozialistischen Ungarn zwischen 40.000 und 50.000 Demonstranten zur Protestkundgebung gegen die Unterdrückung der Magyaren in Rumänien auf den Budapester Heldenplatz. Hierbei handelte es sich um die größte öffentliche Demonstration in dem Land seit dem Ungarischen Volksaufstand 1956.
In einer Debatte des ungarischen Parlaments billigte der ZK-Sekretär der Ungarischen Sozialistischen Arbeiterpartei Mátyás Szűrös die Proteste gegen Rumänien ausdrücklich und nahm die Zuständigkeit Ungarns auch für die Magyaren im Rumänien in Anspruch: „Wir haben die Verantwortung für die ganze Nation.“ Das ungarische Generalkonsulat im siebenbürgischen Cluj-Napoca (deutsch Klausenburg) und ein ungarisches Kulturinstitut in Bukarest wurden im Zuge der Proteste geschlossen.
Der damalige Premierminister Ungarns, Károly Grósz, nannte dieses Vorgehen einen Verstoß gegen die Normen der europäischen Zusammenarbeit und der Schlussakte von Helsinki der Konferenz über Sicherheit und Zusammenarbeit in Europa 1975. Das ungarische Parlament forderte per Beschluss am 1. Juli 1988 Rumänien auf, das Programm zu überprüfen und einzustellen. Hierdurch würde ein bedeutendes Hindernis auf dem Weg zur Verständigung zwischen der rumänischen und ungarischen Nation überwunden werden. Die Zerstörung all dessen, was in den Dörfern Wert habe, und deren Auflösung im Namen des sozialistischen Fortschritts würde einen unersetzbaren Verlust nicht nur für die ungarische und deutsche Minorität, sondern auch für das rumänische Volk selbst bedeuten.
In dem folgenden Schlagabtausch kritisierte Rumänien die Reformen innerhalb Ungarns in Richtung Demokratie scharf. Zusätzlich bezeichnete der stellvertretende Verteidigungsminister und Bruder des rumänischen Präsidenten, Ilie Ceaușescu, in einem Artikel die Ungarn Siebenbürgens als einen von vielen nomadischen Stämmen, die sich auf einer niedrigeren Stufe der Zivilisation als die Rumänen befinden würden. Die Ungarn hätten in ihrer Geschichte grenzenlose Grausamkeit gegen die von ihnen eroberten Völker gezeigt, und deren Nachkommen versuchten nun diese Eroberungen fortzusetzen. Sie hätten sich nie mit dem begnügt, was sie sich gelegentlich durch Grausamkeit, Waffengewalt, Betrug und Verständigung beschafft hätten. Er stellte einen Zusammenhang her zwischen dem Reformprozess der Ungarn in ihrem Land und dem, was er als ihren Drang zu territorialem Revisionismus beschrieb.
Wegen dieser Umstände und nicht zuletzt auch wegen der enormen wirtschaftlichen Not übersiedelten tausende von ungarnstämmigen Menschen von Rumänien nach Ungarn. Ihre Zahl steigerte sich von 6.500 im Jahr 1987 auf 15.000 im folgenden Jahr (zum Vergleich: 1985 waren es 1.700, 1986 3.300 Asylanten). 1988 erhielten 13.400 Flüchtlinge einstweilige Aufenthaltsgenehmigungen in Ungarn, davon waren nur 8 % Rumänen, der überwiegende Rest bestand hauptsächlich aus Siebenbürger Ungarn. Die Zahl stieg bis August 1989 auf 25.000 an; innerhalb einer Woche kamen zeitweise mehr als 300 Personen an. Die Zahl der Rumänen stieg hierbei auf 25 % an. Von Januar bis Mai 1989 flohen 5000 Personen in das ehemalige Jugoslawien. Im November registrierten die ungarischen Behörden 24.000 Flüchtlinge, davon ein Sechstel Rumänen. Zu den bekanntesten rumänischen Auswanderern dieser Zeit gehörte die rumänische Kunstturnerin Nadia Comăneci.
Die UN-Menschenrechtskommission nahm am 9. März 1989 mit 21 gegen 7 Stimmen eine Resolution zur Untersuchung von Verletzungen von Menschenrechten in Rumänien an, welche die Systematisierungsbemühungen und die Behandlung der ethnischen Minoritäten hervorhob. Die Stimmenthaltung der Verbündeten im Ostblock wie der Deutschen Demokratischen Republik, der Volksrepublik Bulgarien und der Sowjetunion waren ein Zeichen für die wachsende Isolation Rumäniens. Ungarn stimmte für die Resolution.
Die Opération Villages Roumains wurde am 3. Februar 1989 in Brüssel von den Graphikdesignern Paul Hermant und Vincent Magos mit gleichgesinnten Journalisten, Photographen, Künstlern, Architekten und Gewerkschaftsvertretern in Verbindung mit der International League for Human Rights ins Leben gerufen. 231 Städte und Gemeinden in Belgien, 95 in Frankreich, 42 in der Schweiz und 52 in Großbritannien, wo auch Prinz Charles diese Maßnahme befürwortete, adoptierten so rumänische Dörfer. Die Bevölkerung der Orte wurde aufgefordert, Ceaușescu anzuschreiben und ihrer Sorge bezüglich der Pläne und ihrer Unterstützung für die Dörfer Ausdruck zu geben. Auf diese Weise wurden zehntausende von Protestbriefen nach Rumänien geschickt.
Die damalige Bonner Regierung hielt sich hingegen mit Protesten auffallend zurück. Grund dafür war die anstehende Verlängerung des Vertrages, der den Freikauf von Rumäniendeutschen regelte.

## Bewertung
Die Forschungsgesellschaft Flucht und Migration bezeichnete das Programm des Regimes unter Nicolae Ceaușescu als „staatsterroristische Zerstörung sozialer Netze“ mit dem Ziel, die Landbevölkerung in die Lohnarbeit zu zwingen. „An Wochenenden stand für … (die Landbevölkerung) … zusätzliche unbezahlte Wochenendarbeit auf dem Plan: Auf den Baustellen an den Stadträndern und in neuen Siedlungen wurden Tausende standardisierter Wohnungen hochgezogen. So war das Programm der „Systematisierung“ zunächst durchaus mit sozialen Verbesserungen verbunden, aber in den neuen Wohnungen funktionierte kaum etwas. Mal fiel der Strom, mal die Heizung oder die Wasserversorgung aus. Mit dem Programm wurden unter dem Diktat des Internationalen Währungsfonds auch die staatlichen Sozialausgaben rigoros gestrichen. So standen die Vertriebenen aus den Dörfern am Ende ärmer da als je zuvor, denn ohne Land blieb ihnen nicht einmal der Obst- und Gemüsegarten.“
Die Systematisierung bezweckte auch, dass die Lebensweise in Städten und Dörfern durch die landesweite Einführung der gleichen Wohnverhältnisse vereinheitlicht wurde. Für das International Council on Monuments and Sites war die Erhaltung des Kulturerbes „als grundlegender, notwendiger und unwiderruflicher Bestandteil in jedes Programm zu integrieren. Hierbei geht es nicht nur um den Schutz einiger weniger isolierte Denkmäler oder Plätze, nicht nur um einige Beispiele des ländlichen Kulturerbes – es geht um die Rettung eines lebendigen ländlichen Erbes in all seiner kulturellen Vielfalt.“
Beabsichtigter Nebeneffekt war eben auch die Zerstörung der kulturellen Vielfalt und der regionalen Eigenheiten der ländlichen Regionen. Der Schriftsteller Richard Wagner bemerkte, dass das Programm darauf angelegt war, regionale Identität zu zerstören und die individuellen Freiräume einzuschränken und schließlich abzuschaffen. Das Regime hat die totale Kontrolle angestrebt.
Der Spiegel kommentierte, dass Kritiker in Ungarn wie in der westlichen Welt befürchteten, es hätte auch zu Ceaușescus Absichten gehört, mit der Bulldozer-Politik die letzten Refugien einer jahrhundertealten, historisch gewachsenen Dorfkultur zu zerstören und die architektonischen Zeugnisse deutscher, ungarischer, aber auch rumänischer Siedlungsgeschichte unwiderruflich verschwinden zu lassen. Andere plausible Gründe seien auch nicht zu erkennen gewesen; Rumänien sei vor dem Zweiten Weltkrieg eine der Kornkammern Europas mit einer Fläche von der Größe der damaligen Bundesrepublik, aber nur 22,9 Millionen Einwohnern in den späten 1980er Jahren gewesen. Das Land hätte genug Anbaufläche, um selbst 100 Millionen Menschen zu ernähren. Die Ernten hätten auch dann noch reichen müssen, wenn der größte Teil der landwirtschaftlichen Erzeugnisse (vor allem Fleisch) wegen der hohen Auslandsverschuldung exportiert worden wäre.
In ihrer Videodokumentation Schachmatt – Strategie einer Revolution oder Fallstudie amerikanischer Politik zeigt die Filmemacherin Susanne Brandstätter auf, dass unter anderem das Programm zur Systematisierung der Dörfer während der Zeit der Revolutionen im Jahr 1989 im internationalen Machtspiel zu einer Thematik hochstilisiert worden sei. Hintergrund hierfür sei der Umschwung der westlichen Position bezüglich der Person Ceaușescu gewesen, vom ehemaligen Verbündeten im Ostblock zum Diktator und Verletzer von Menschenrechten.
Der Fernsehreporter und Schriftsteller Dagobert Lindlau, der zur Zeit des Systematisierungsprogramms aus Rumänien berichtete, äußerte die Meinung, die Gesetzgebung zur Sanierung der Dörfer habe zu einer Landflucht geführt. Diese sei „von den Ungarn, die ein Auge auf Siebenbürgen geworfen“ hätten, „zur Dorfvernichtung stilisiert“ worden, worauf „die ganze westliche Presse voll“ hereingefallen sei. Lindlau habe Recherchen vor Ort durchgeführt und festgestellt: „Dörfer, die angeblich dem Erdboden gleich gemacht waren, […] standen, sie waren gesund, waren intakt“. Neben Beobachtungen vor Ort stützte der Journalist seine Meinung auf Quellen aus dem Bundesnachrichtendienst und der Deutschen Botschaft Bukarest.
Da durch den Sturz Ceaușescus 1989 das Programm nur in Ansätzen umgesetzt werden konnte, kam es auch im Nachhinein zu unterschiedlichen Bewertungen. Die Mehrzahl der Historiker und sonstigen Beobachter ist der Meinung, dass der Plan die herkömmlichen ländlichen Strukturen weitgehend zerstört hätte und einer „gesellschaftlichen Kollektivierung“ gleichgekommen wäre. Andere bezweifeln, dass tatsächlich eine so große Anzahl an Dörfern vernichtet worden wäre und glauben, dass die Aufgabe einer begrenzten Anzahl entlegener kleiner Siedlungen tatsächlich bessere Voraussetzungen für eine gesunde dörfliche Entwicklung geschaffen hätte. Auch wurde grundsätzlich die Frage aufgeworfen, ob das wirtschaftlich angeschlagene Land überhaupt über die Ressourcen verfügt hätte, die agro-industriellen Zentren in der erforderlichen Zahl zu errichten. Ceaușescu selbst behauptete noch im Prozess kurz vor seinem Tod, dass er die Dörfer nicht habe zerstören, sondern modernisieren wollen.